# اندفاع لايقاوم (علم نفس)
في القانون الجنائي، فإن مفهوم الدافع الذي لا يقاوم (بالإنجليزية: irresistible impulse)‏ هو دفاع بالعجز العقلي، حيث يجادل المدعى عليه بأنه لا ينبغي تحميله المسؤولية الجنائية عن أفعاله [الإنجليزية]التي انتهك بها القانون، لأنه لا يستطيع السيطرة على تلك الأفعال، حتى إذا علم أنه مخطئ. تمت إضافته إلى قواعد ماكناغتن [الإنجليزية] كأساس للبراءة في منتصف القرن العشرين.
في عام 1994، حصلت لورينا بوبيت [الإنجليزية] على البراءة عندما جادل دفاعها بأن دافعًا لا يقاوم دفعها إلى قطع قضيب زوجها.
قانون العقوبات لولاية كاليفورنيا الأمريكية (2002)، "يُلغى الدفاع عن القدرات المخفضة... لن يكون هناك دفاع عن... المسؤولية المخفضة [الإنجليزية]أو اندفاع لا يقاوم..."
اختبار "الشرطي يقف بجانب مرفقه" هو اختبار تستخدمه بعض المحاكم لتحديد ما إذا كان المدعى عليه مجنونًا عندما ارتكب جريمة. إنه أحد أشكال قواعد ماكناغتن التي تتناول الموقف الذي علم فيه المدعى عليه أن ما كان سيفعله كان خاطئًا، لكن لم يكن لديه القدرة على كبح جماح نفسه عن القيام بذلك. يسأل الاختبار ما إذا كان سيفعل ما فعله حتى لو كان ضابط شرطة يقف عند مرفقه، ومن هنا جاءت التسمية.

## دافع لا يقاوم في القانون الإنجليزي
في القانون الإنجليزي، تطوّر مفهوم "الدافع الذي لا يقاوم" في قضية آر في بيرن. وقد قام المتهم (الذي وصف بأنه مصاب بالمرض النفسي الجنسي العنيف) بخنق امرأة شابة ثم تشويه جسدها، وزُعِمَ أن "بيرن" يعاني من رغبات جنسية عنيفة ومنحرفة لا يمكنه السيطرة عليها. وسع اللورد باركر سي جيه [الإنجليزية] تعريف "شذوذ العقل" ليشمل أولئك الذين يفتقرون إلى "القدرة على ممارسة قوة الإرادة للتحكم في الأفعال وفقًا لحكمهم العقلاني".
"الدافع الذي لا يقاوم" لا يمكن الدفاع عنه إلا في حالة الدفاع عن المسؤولية المخفضة، وليس الدفاع عن الجنون. وبالتالي فهو يكون فقط كدفاع جزئي عن القتل، وتختزل التهمة إلى القتل غير العمد، وتعطي القاضي سلطة تقديرية فيما يتعلق بمدة العقوبة وما إذا كان إجراء الإحالة [الإنجليزية] أكثر ملاءمة من الحبس.

## مقالات ذات صلة
- اضطراب التحكم في الاندفاع
- تشريح جريمة قتل (فيلم)